# Claudio Vinazzani
Claudio Vinazzani (Carrara, provincia de Massa y Carrara, Italia, 18 de abril de 1944) es un exfutbolista, entrenador y dirigente deportivo italiano. Se desempeñaba como centrocampista.

## Trayectoria
Sus primeros equipos fueron Massese, Carrarese y Olbia. En 1976 fue transferido al Napoli, donde sumó 188 presencias en la Serie A, marcando 4 goles.
Después de siete temporadas con los partenopeos, fue cedido al Lazio de Roma, donde jugó hasta 1986 con dos temporadas en la Serie A y otra en la Serie B. Ese mismo año fue implicado en un escándalo de partidos arreglados: fue descalificado por 5 años y luego radiado de todas las competencias italianas, mientras que el Lazio fue sancionado con nueve puntos de penalización en la temporada siguiente.
Fue entrenador del Massese y del Entella de Chiavari. Sucesivamente ha sido el director deportivo del Massese, el coordinador del área técnica del FoceLunezia y actualmente ocupa el cargo de jefe de los observadores del Spezia.

## Clubes
| Club             | País   | Año         |
| ---------------- | ------ | ----------- |
| AS Massese       | Italia | 1971 - 1972 |
| Carrarese Calcio | Italia | 1972 - 1973 |
| Olbia Calcio     | Italia | 1973 - 1974 |
| AS Massese       | Italia | 1974 - 1976 |
| S. S. C. Napoli  | Italia | 1976 - 1983 |
| SS Lazio         | Italia | 1983 - 1986 |

## Palmarés

### Copas internacionales
| Título                         | Club       | País   | Año  |
| ------------------------------ | ---------- | ------ | ---- |
| Copa de la Liga anglo-italiana | SSC Napoli | Italia | 1976 |

## Política
Ha sido coordinador provincial de El Pueblo de la Libertad en Carrara, dimitiéndose en 2011.